# Босиљак
Босиљак је вишегодишња зељаста биљка пореклом из Индије из породице уснатица (Lamiaceae). Изданци су усправни, до 80 cm високи, често љубичасти, покривени дугим коврџавим длакама. Има деловања као жалфија, матичњак и нана. Босиљак је ароматична биљка, пријатног мириса, која се користи у кулинарству (као зачин), а одавно је своје место нашао у медитеранској кухињи, нарочито италијанској и француској где је готово незаобилазан зачин за супе, пасту и јела од меса и рибе, а познат је и италијански сос песто који се прави од босиљка, пињола и маслиновог уља. Користи се и за побољшање расположења, против несанице и ноћног мокрења.
То је нежна биљка и користи се у кухињама широм света. У западној кухињи, генерички израз „босиљак” односи се на сорту познату и као слатки босиљак или ђеновезе босиљак. Босиљак је пореклом из тропских региона од Централне Африке до Југоисточне Азије. У умереној клими босиљак се третира као једногодишња биљка, међутим, босиљак се може узгајати као краткотрајна вишегодишња или двогодишња биљка у топлијим хортикултурним зонама са тропском или медитеранском климом.

## Опис
Босиљак је једногодишња, а понекад и вишегодишња биљка која се користи због њених листова. У зависности од сорте, биљке могу достићи висину између 30 и 150 cm (1 и 5 стопа). Његови листови су богато зелени и јајасти, али иначе долазе у великом броју величина и облика у зависности од сорте. Величине листова су од 3 до 11 cm (1 до 4 1⁄2 in) дужине и између 1 и 6 cm (1⁄2 и 2 1⁄2 in) ширине.

### Фитохемија
Различити босиљци имају веома различите мирисе, јер се испарљива ароматична једињења разликују у зависности од сорте. Етерично уље европског босиљка садржи високе концентрације линалола и метил чавикола (естрагола), у односу око 3:1. Остали састојци укључују: 1,8-цинеол, еугенол и мирцен, између осталих. Мирис каранфилића слатког босиљка потиче од еугенола. Профил ароме босиљка укључује 1,8-цинеол и метил еугенол. Код ове врсте еугенол се синтетише из кониферил ацетата и NADPH. Неки од њих су корисни као репеленти за инсекте, погледајте § Репеленти инсеката у наставку.

## Таксономија
Тачна таксономија босиљка је неизвесна због огромног броја сорти, његове знатне полиморфије и честог унакрсног опрашивања (које резултира новим хибридима) са другим члановима рода Ocimum и унутар врсте. Ocimum basilicum има најмање 60 варијетета, што додатно компликује таксономију.

### Култивари
Већина босиљка су сорте слатког босиљка. Већина сорти босиљка има зелено лишће, али постоји неколико је љубичастих, као што је 'Љубичасти ужитак'.
- Анисни босиљак, слатки босиљак, или персијски босиљак (O. basilicum 'Liquorice')
- Циметни босиљак (Ocimum basilicum 'Cinnamon')
- Тамно опалски босиљак (Ocimum basilicum 'Dark Opal')
- Глобусни босиљак, патуљасти босиљак, француски босиљак (Ocimum basilicum 'Minimum')[14]
- Салатни босиљак (Ocimum basilicum 'Crispum')
- Љубичасти босиљак (Ocimum basilicum 'Purpurescens')
- Рубински босиљак (Ocimum basilicum 'Rubin')
- Тајландски босиљак (Ocimum basilicum thyrsifolium)

### Хибриди
- Афрички плави босиљак (Ocimum basilicum × O. kilimandscharicum)
- Лимунски босиљак (Ocimum basilicum × O. americanum)[15][16]
- Зачински босиљак (Ocimum basilicum × O. americanum), који се понекад продаје као свети босиљак
- Грчки босиљак (Ocimum basilicum var. minimum)

### Сличне врсте
Неке сличне врсте у истом роду могу се обично називати „босиљак”, иако нису сорте Ocimum basilicum.
- Камфорни босиљак, афрички босиљак (O. kilimandscharicum)
- Каранфилићни босиљак, такође афрички босиљак (Ocimum gratissimum)[17][18]
- Свети босиљак (Ocimum tenuiflorum, раније познат као O. sanctum)[19]

### Услови узгоја
Босиљак је осетљив на хладноћу, најбоље расте у топлим и сувим условима. Понаша се као једногодишња биљка, ако постоји шанса појаве мраза. Због своје популарности, босиљак се култивише у многим земљама широм света. Производне области обухватају земље у медитеранском подручју, оне у умереном појасу и друге у суптропској клими.
Иако босиљак најбоље расте на отвореном, може се узгајати у затвореном простору у саксији и, као и већина биљака, најбоље ће успети на прозорској дасци окренутој према сунцу, подаље од изузетно хладних пропуха. Стакленик или редни покривач је идеалан ако је доступан. Међутим, може се узгајати чак и у подруму под флуоресцентним светлима. Додатно осветљење производи већу производњу биомасе и фенола, при чему црвена + плава посебно повећава раст и производњу цветних пупољака. UV-B повећава садржај испарљиве материје у етеричном уљу O. basilicum, које се не може репродуковати у другим биљкама, те може бити јединствено за род или чак за ову врсту.
Биљке босиљка захтевају редовно заливање, али не толико пажње као што је потребно у другим климатским условима. Ако су му листови увенути због недостатка воде, опоравиће се ако се добро залије и стави на сунчано место. Жути листови према дну биљке су индикација да је биљка под стресом; обично то значи да му је потребно мање воде, или мање или више ђубрива. Босиљак се може поуздано размножавати из резница са стабљикама кратких резница суспендованим у води две недеље или док се не развије корен.

### Болести
Босиљак пати од неколико биљних патогена који могу уништити усев и смањити принос. Фузаријумско увенуће је гљивична болест која се преноси у тлу и која брзо убија млађе биљке босиљка. Саднице могу бити убијене Pythium пригушењем. Уобичајена лисна болест босиљка је сива буђ коју изазива Botrytis cinerea; може изазвати инфекције након жетве и може убити целу биљку. Црна мрља се може видети на лишћу босиљка и узрокована је гљивицама из рода Colletotrichum. Пероноспора узрокована Peronospora belbahrii је значајна болест, као што је први пут објављено у Италији 2004. године. Пријављенa је у САД 2007. и 2008. године.
Непатогене бактерије које се налазе на босиљку укључују Novosphingobium врсте.

## Босиљак иСрпска православна црква
Босиљак се набере, сложи у букет, увеже се у струку и осуши. Такав се чува преко целе године и износи са када свештеник свети водицу да њиме кропи укућане. Босиљак и његов пријатни мирис симболизују благодат Духа Светога.